# Butlletí del Sindicat de Metges de Catalunya
El Butlletí del Sindicat de Metges de Catalunya fou una publicació mensual fundada a Barcelona el 1920.

## Naixement
Es va fundar el juny de 1920 i, per tant, va ser aquell més quan es va publicar el primer número de la revista que a partir d'aleshores en teoria sortia cada més tot i patir algunes irregularitats. L'objectiu era el major ennobliment de la funció social encomanada la classe mèdica, defensant els interessos morals i materials dels metges residents a Catalunya, i protegint els associats i llurs famílies per medi d'Institucions de Previsió i Cooperació. La revista s'imprimia a Barcelona seguint la disposició de dotze pàgines a dues columnes amb un format de 228x157 mm. Va ser fundat, tal com indica el nom, pel Sindicat de Metges de Catalunya (març 1920). És una organització professional mèdica d'una gran influència a gran part dels Països Catalans (Catalunya i les Illes Balears) que va sorgir arran del Tercer Congrés de Metges de Llengua Catalana celebrat a Tarragona. La creació del Sindicat de Metges de Catalunya (1920) va consolidar el projecte institucional del catalanisme mèdic. El caràcter democràtic de la institució va permetre discutir a fons tota mena de problemes i, en bona part, això va servir per a la creació immediata de ponències i d'accions quan la Generalitat republicana va obtenir les competències sanitàries. A la reunió constitutiva van ser escollits com a president i secretari Hermenegild Puig i Sais i Josep Mestre i Puig.

L'editorial fundacional, del juny de 1920 començava així: '
| « | Aquesta nova publicació periòdica és l'orgue d'expressió del Sindicat de Metges de Catalunya, i per extensió el portaveu del metge militant en terra catalana, considerat com un dels factors de producció en el concert social. Des que la Medicina ha entrat de ple en la fase de Ciència positiva, la missió social del metge s'ha racionalitzat i va esdevenint a passes gegantines de més utilitat comú, sense deixar d'ésser tant espiritual com quan consistia gairebé solament en apaivagar el dolor humà. El metge d'avui és ja, i el de demà serà en major grau encara, el factor més important del benestar i del progrés, el productor de més rendiment, perquè amb el seu treball disminueix molt el nomenat en sociologia pes mort social o població consumidora i no productiva, i ho fa per un doble mecanisme el d'acció preventiva, destinada especialment a la salvaguarda de la comunitat, i el d'acció terapèutica, destinada especialment a la normalització de l'individu, o dit en altres termes, a restituir a la par o sobrepujar el valor home, que és el valor dels valors. | » |

## Història
La revista va iniciar-se el juny de 1920 i l'últim número de la primera època es va publicar al setembre de 1937. Tot i això, el butlletí es va veure afectat en diferents moments per diverses condicions externes socials i polítiques que van causar la seva suspensió per primera vegada l'any 1923 degut a la persecució per part de la dictadura de Primo de Rivera, i es va mantenir així fins al febrer de 1924. Arran de la clausura del Sindicat, el número que correspon al 43 (març 1924) surt amb el títol: Butlletí de la Mutual Mèdica del Sindicat de Metges de Catalunya; els números 49 (set. 1924) fins al número 61 (set. 1925) surten amb el títol: Butlletí del Sindicato de Médicos de Cataluña. Després d'això, es va reprendre amb la segona època. El número 1 d'aquesta nova generació es va publicar el desembre de 1988 però només va durar fins al juny/juliol de 1989.
Finalment hi va haver una tercera època que es va estrenar el febrer de 1992 i va acabar definitivament l'any 1998. El Butlletí del Sindicat de Metges de Catalunya també conegut durant un temps com a Butlletí del Sindicato de Médicos de Cataluña i com a Butlletí de la Mutual Mèdica del Sindicat de Metges de Catalunya destaca per la seva importància per la durada i el valor científic. Les pàgines del Butlletí del Sindicat de Metges de Catalunya (1920-1937) van permetre plantejar els grans problemes derivats de l'exercici de la medicina a la ciutat i al camp. La revista va servir també com a mitjà de difusió de tecnologia i de llibreria mèdica a partir dels serveis prestats als socis com a Cooperativa de Consum. La publicació comptava amb seccions principals que apareixien a cada número com ho serien el Sumari just a l'inici, seguit sovint d'un Avís de la direcció, del Part oficial on s'hi trobaven les Seccions comarcals, després una altra secció de Col·laboracions i una altra de Vida de les seccions comarcals. A més d'això, a moltes publicacions incloïen també un petit requadre amb el nom de diversos esquirols i la seva comarca. És a dir, la revista en certa forma era també reivindicativa. Altres seccions que apareixen de tant en tant són el Noticiari o la Mutual mèdica. No es pot considerar que la revista tingui números monogràfics rellevants com a tal, però sí que en destaquen alguns pel seu contingut o anotacions. Un d'aquests casos seria per exemple el de la publicació número 14-15 datada del juliol-agost de 2021, on hi ha una advertència explícita que indica diu El present número ha sigui sotmès a la prèvia censura governativa. El mateix succeeix amb el número 57 de maig de 1925 i altres números d'aquell mateix any entre d'altres.

## Final
L'any XVIII de publicació del butlletí, coincidint amb el número 199, al setembre-octubre de 1937 es va imprimir l'últim número.

## Directors
La primera taula mostra alguns dels directors que hi va haver, però no hi són tots.
| Nom                         | Any       |
| --------------------------- | --------- |
| Hermenegild Puig i Sais     | 1920-1923 |
| Felip Proubasta i Masferrer | 1923-1927 |